# Vescomtat de Fesensaguet
El vescomtat de Fesensaguet (en francès Fèzensaguet) fou una jurisdicció feudal de Gascunya. Estava a l'est de Fesensac, sud-oest de Lomanha, i oest del Gimois i de la senyoria i després comtat d'Illa Jordà; al sud tocava a l'Astarac. La capital fou Mauvesin.
El territori pertanyia als comtes d'Armanyac. El comte Bernat IV (1160-1188) va adoptar el 1163 al seu nebot Bernat, que era fill d'Odó de Firmacon i de Mascarosa (filla de Guerau IV, fill de Bernat IV) i que era net d'Odó IV vescomte de Lomanha i Auvillars. Bernat IV li va donar un territori no gaire gran a l'est de Fesensac, amb centre a Mauvesin, que des de llavors es va dir vescomtat de Fesensaguet. A Bernat el va succeir el seu fill Bernat II i a aquest el seu germà Guerau I que fou adoptat pel comte d'Armanyac Guerau IV i per això fou també comte d'Armanyac i Fesensac. Mort el 1219 la successió va passar al seu germà Roger que va viure fins al 1248. El fill Guerau II el va succeir i el 1256 fou comte consort d'Armanyac i Fesensac. Va morir el 1285 i el seu hereu Bernat VI d'Armanyac (1285-1319) va deixar al vescomtat al seu segon fill Gastó senyor de Brouille. El 1326 el va succeir el seu fill Guerau III, i a aquest el seu fill Joan I el 1339. Joan I va viure fins al 1390 i el va succeir el seu fill Joan II que va morir el 1402. Abans havia mort el seu germà Arnau Guillem i uns mesos abans (1401) el seu oncle (germà de Joan I) Guerau IV, que fou governador del Condomès. El vescomtat va tornar a Armanyac i va seguir fins al 1451 quan el comte d'Armanyac Joan V el va cedir al seu germà Carles. El 1473 Armanyac fou incorporat a la corona però els estats generals van dictaminar el 1484 que Carles no podia ser expropiat i li pertocava l'herència de son germà; però Carles havia estat declarat incapaç el 1481 i obligat a renunciar, i de totes maneres va morir sense descendència el 1497 i el vescomtat va passar a la corona com la resta de possessions dels Armanyac. El 1515 el rei va donar els antics dominis dels Armanyac a Margarida d'Angulema, amb la qual va passar a Navarra i després a França el 1589

## Llista de vescomtes
- Bernat I 1163-1192
- Bernat II 1192-1214
- Guerau I (V d'Armanyac) 1214-1219
- Roger I 1219-1248
- Guerau II (VI d'Armanyac) 1248-1285
- Bernat III (VI d'Armanyac) 1285-1286
- Gastó 1286-1326
- Guerau II 1326-1339
- Joan I 1339-1390
- Joan II 1390-1402
- Guerau III (hereu, mort 1401, governador del Condomès)
- Bernat IV (VII d'Armanyac) 1402-1418
- Joan III (IV d'Armanyac) 1418-1450
- Joan IV (V d'Armanyac) 1450-1451
- Carles 1451-1497 (titular d'Armanyac i Fesensac 1473-1481)
- A la corona francesa 1481-1515
- Margarida d'Angulema 1515-1555
- Enric I d'Armanyac i II de Navarra 1522-1555
- Joana d'Albret 1555-1572 (III de Navarra)
- Enric II 1572-1589 (Enric III de Navarra, esdevé Enric IV de França el 1589)
- a la corona francesa 1589